# Fugitive Hunter: War on Terror
Fugitive Hunter: War on Terror (tạm dịch: Thợ săn trốn tránh: Cuộc chiến khủng bố) là trò chơi điện tử thuộc thể loại bắn súng góc nhìn thứ nhất theo phong cách arcade kết hợp một số khúc giao chiến dưới góc nhìn thứ ba do hãng Black Ops Entertainment phát triển dành cho hệ máy PlayStation 2. Game được hãng Encore Software phát hành ở Bắc Mỹ và ở châu Âu do Play It! phát hành với tên gọi America's 10 Most Wanted. Trò chơi được đón nhận với phần lớn tiêu cực chủ yếu do đồ họa lỗi thời và những trận đấu trùm tẻ nhạt. Ngoài ra nó còn có các bài hát và cameo của các thành viên nhóm nhạc So Solid Crew.

## Cốt truyện
Lấy bối cảnh thời hiện đại, người chơi sẽ vào vai Jake Seaver, một đặc vụ của CIFR. Nhiệm vụ chính của anh là du hành đến các địa điểm như Utah, Paris và Miami để truy lung và tiêu diệt những tên khủng bố quốc tế, thủ lĩnh dân quân, kẻ buôn lậu ma túy nguy hiểm đang chạy trốn hoặc lẩn tránh đâu đó, cuộc hành trình cuối cùng sẽ kết thúc ở Afghanistan, nơi người chơi phải tìm kiếm bắt cho bằng được Saddam Hussein và Osama Bin Laden. Game có tất cả 10 màn chơi, mỗi một màn sẽ tương ứng với những kẻ chạy trốn cùng một màn hướng dẫn trước đó.

## Đón nhận
Trò chơi được nhìn nhận một cách tệ hại cũng do phần đồ họa lỗi thời và lối chơi không đạt tiêu chuẩn. Ví dụ như Scott Rhodie của CNET nước Úc cho biết "âm thanh thật thảm hại, lối chơi tồi tệ, đồ họa và sự bối rối dành cho một game hiện nay và tiền đề chỉ đơn giản là gây sốc".